# کلینگنباخ
کلینگنباخ (به آلمانی: Klingenbach) یک Landgemeinde و شهرستان اتریش در اتریش است که در Eisenstadt-Umgebung District واقع شده‌است.

## خصوصیات
کلینگنباخ ۱٬۱۷۷ نفر جمعیت دارد.